# 罗尼·柯尼希
羅尼·科尼格（德語：Ronny König；1983年6月2日—）是一位德國足球運動員，在場上的位置是前鋒。他現在效力於德國足球甲級聯賽球隊達姆施塔特足球俱樂部。